# Manoir de la Ville Goyat
Le manoir de la Ville Goyat est un édifice situé à Taupont en France.

## Localisation
Le manoir est situé sur le territoire de la commune de Taupont, au lieu-dit la Ville Goyat, dans le département du Morbihan en région Bretagne.

## Description
Le manoir date du XVIIe siècle, édifice, dans une ancienne cour fermée, à un étage carré construit en moellons sans chaîne en pierre de taille de granite et de schiste. Toiture à longs pans recouverte d'ardoises , pignon couvert, noue. Escalier hors-œuvre : escalier à vis sans jour.

## Historique
Le manoir est inscrit à l'inventaire général du patrimoine culturel.